# Wow (chanson de Post Malone)
Pour les articles homonymes, voir Wow.
Singles de Post Malone
Sunflower
(2018) Goodbyes
(2019)
Wow (stylisé Wow.) est une chanson de Post Malone sortie le 24 décembre 2018. Il s'agit du premier single extrait de son troisième album studio Hollywood's Bleeding. Un remix featuring Roddy Ricch et Tyga sort en mars 2019.

## Classements et certifications
| Classement (2019)                          | Meilleure position |
| ------------------------------------------ | ------------------ |
| Allemagne (GfK Entertainment)              | 16                 |
| Australie (ARIA)                           | 2                  |
| Australie (Digital Song Sales)             | 8                  |
| Autriche (Ö3 Austria Top 40)               | 13                 |
| Belgique (Flandre Ultratop 50 Singles)     | 20                 |
| Belgique (Flandre Ultratop R&B/Hip-Hop)    | 1                  |
| Belgique (Wallonie Ultratop 50 Singles)    | 46                 |
| Belgique (Wallonie Ultratop R&B/Hip-Hop)   | 10                 |
| Canada (Hot 100)                           | 3                  |
| Canada (All-Format Airplay)                | 17                 |
| Canada (Digital Songs)                     | 4                  |
| Canada (CHR/Top 40)                        | 5                  |
| Canada (Hot AC)                            | 41                 |
| Communauté des États indépendants (Tophit) | 299                |
| Danemark (Tracklisten)                     | 2                  |
| Écosse (OCC)                               | 20                 |
| Espagne (PROMUSICAE)                       | 48                 |
| États-Unis (Hot 100)                       | 2                  |
| États-Unis (Dance/Mix Show Airplay)        | 5                  |
| États-Unis (Digital Songs)                 | 2                  |
| États-Unis (Pop Airplay)                   | 1                  |
| États-Unis (R&B/Hip-Hop Songs)             | 1                  |
| États-Unis (Radio Songs)                   | 3                  |
| États-Unis (Rap Songs)                     | 1                  |
| États-Unis (Rhythmic Songs)                | 1                  |
| États-Unis (Rolling Stone charts (en))     | 16                 |
| Finlande (Suomen virallinen lista)         | 1                  |
| France (SNEP)                              | 113                |
| Hongrie (Stream Top 40)                    | 4                  |
| Grèce (IFPI Greece)                        | 5                  |
| Hongrie (Stream Top 40)                    | 2                  |
| Irlande (IRMA)                             | 2                  |
| Italie (FIMI)                              | 15                 |
| Lettonie (Latvijas Radio 5 (en))           | 1                  |
| Mexique (Mexico Airplay (en))              | 32                 |
| Mexique (Mexico Ingles Airplay (en))       | 7                  |
| Norvège (VG-lista)                         | 1                  |
| Nouvelle-Zélande (RMNZ)                    | 1                  |
| Pays-Bas (Single Top 100)                  | 21                 |
| Portugal (AFP)                             | 4                  |
| Tchéquie (IFPI Singles Digitál)            | 6                  |
| Royaume-Uni (UK Singles Chart)             | 3                  |
| Royaume-Uni (UK R&B Chart)                 | 1                  |
| Singapour (RIAS (en))                      | 12                 |
| Slovaquie (Singles Digitál Top 100)        | 2                  |
| Suède (Sverigetopplistan)                  | 2                  |
| Suisse (Schweizer Hitparade)               | 11                 |

| Classement (2019)                         | Position |
| ----------------------------------------- | -------- |
| Allemagne (Official German Charts)        | 39       |
| Australie (ARIA Charts)                   | 7        |
| Australie (ARIA Urban)                    | 3        |
| Australie (ARIA Streaming Tracks)         | 5        |
| Autriche (Ö3 Austria Top 40)              | 44       |
| Belgique (Flandre Ultratop 50 Singles)    | 58       |
| Belgique (Flandre Ultratop Urban 50)      | 5        |
| Belgique (Wallonie Ultratop Urban 50)     | 55       |
| Canada (Canadian Hot 100)                 | 9        |
| Canada (Hot Canadian Digital Songs)       | 13       |
| Danemark (Hitlisten)                      | 10       |
| États-Unis (Billboard Hot 100)            | 5        |
| États-Unis (Dance/Mix Show Airplay (en))  | 10       |
| États-Unis (Digital Song Sales)           | 8        |
| États-Unis (Hot R&B/Hip-Hop Songs)        | 4        |
| États-Unis (On-Demand Songs (es))         | 3        |
| États-Unis (Pop Songs)                    | 9        |
| États-Unis (Radio Songs)                  | 10       |
| États-Unis (Rhythmic Songs (en))          | 1        |
| États-Unis (Streaming Songs)              | 7        |
| Irlande (Irish Singles Chart)             | 14       |
| Lettonie (Latvijas Radio 5 (en))          | 4        |
| Nouvelle-Zélande (RMNZ)                   | 4        |
| Royaume-Uni (The Official Charts Company) | 17       |
| Suède (Sverigetopplistan)                 | 19       |
| Suisse (Schweizer Hitparade)              | 34       |

| Classement (2010-2019)         | Position |
| ------------------------------ | -------- |
| États-Unis (Billboard Hot 100) | 64       |

| Région | Certification | Ventes/Streams |
| --- | ------------- | -------------- |
| Australie (ARIA) | 4 × Platine   | 280 000^       |
| Belgique (BEA) | Or            | 20 000*        |
| Canada (Music Canada) | 7 × Platine   | 560 000‡       |
| Danemark (IFPI Danmark) | Platine       | 90 000^        |
| Espagne (Promusicae) | Or            | 20 000^        |
| États-Unis (RIAA) | Platine       | 1 000 000‡     |
| France (SNEP) | Or            | 100 000*       |
| Italie (FIMI) | Platine       | 50 000‡        |
| Nouvelle-Zélande (RMNZ) | 2 × Platine   | 60 000*        |
| Portugal (AFP) | Platine       | 20 000^        |
| Royaume-Uni (BPI) | Platine       | 600 000‡       |
| *Ventes selon la certification ^Mise en rayon selon la certification xNon précisé par la certification ‡ventes/streaming selon la certification |               |                |